# Pho mát Cheddar

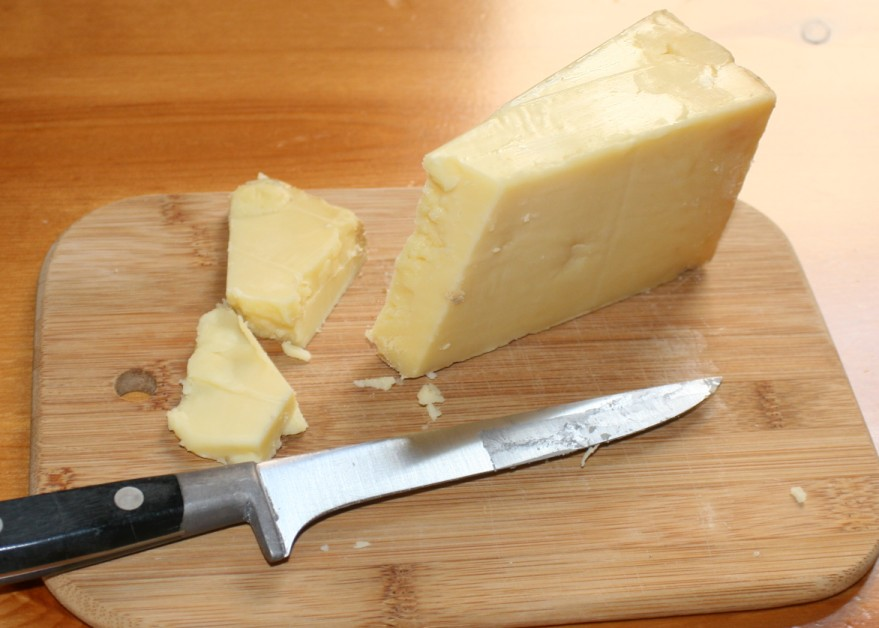
Pho mát Cheddar

Pho mát Cheddar là một loại pho mát tự nhiên có đặc điểm tương đối cứng, vị có thể đắng, màu trắng ngà (hoặc màu cam nếu cho thêm một số phụ gia như màu điều nhuộm). Loại pho mát nổi tiếng trên thế giới này có nguồn gốc từ làng Cheddar thuộc vùng Somerset, Anh.
Cheddar là loại pho mát phổ biến nhất ở Anh Quốc, chiếm 51% trên tổng thị trường tiêu thụ pho mát thường niên trị giá £1,9 tỉ bảng Anh của nước này. Đây cũng là loại pho mát phổ biến thứ hai ở Hoa Kỳ (chỉ sau mozzarella), với lượng tiêu thụ trung bình hàng năm khoảng 10 lb (4,5 kg) trên người. Mỹ sản xuất khoảng 3.000.000.000 lb (1.300.000 tấn Anh; 1.400.000 tấn) pho mát này vào năm 2014, trong khi Anh là 258.000 tấn Anh (262.000 tấn) năm 2008.